# 中国驻基里巴斯大使馆
中华人民共和国驻基里巴斯共和国大使馆（英語：Embassy of the People's Republic of China in the Republic of Kiribati），简称中国驻基里巴斯大使馆，是中华人民共和国驻基里巴斯的外交代表机构。

## 历史沿革
1980年6月，中华人民共和国与基里巴斯建交，1981年，开始向基里巴斯派遣大使，驻地先后位于斐济苏瓦及瓦努阿图。1990年，中华人民共和国在塔拉瓦建立常驻大使馆，常驻大使于1993年到任。2003年，因基里巴斯与中华民国建交，中华人民共和国政府宣布与基里巴斯断交，并关闭大使馆。2019年，中华人民共和国与基里巴斯恢复邦交，并于翌年重启大使馆。